# 大山秀雄
大山 秀雄（おおやま ひでお、1896年（明治29年）3月19日 - 1990年（平成2年））は、日本の実業家。京成電鉄第4代社長。

## 人物
岡山県出身。旧制興譲館中学（現：興譲館高等学校）、旧制第六高等学校を経て、1920年に東京帝国大学法学部を卒業後、鉄道省に入省。1955年11月から1958年11月まで京成電鉄代表取締役社長を務めた。退任後、京成電鉄会長、日本交通協会会長を務めた。